# Odontosphindus clavicornis
Odontosphindus clavicornis es una especie de coleóptero de la familia Sphindidae.

## Distribución geográfica
Habita en California (Estados Unidos).